# كريستوفر ماليكي
كريستوفر ماليكي (بالإنجليزية: Christopher Maleki)‏ هو مصور وممثل أمريكي، ولد في 26 فبراير 1964 بغلينديل في الولايات المتحدة.

## أعمال

### أفلام
- (1997) أطفال السماء[1]
- (2001) مطر[2]
- (2012) كنز الأصدقاء[3]
- (2014)  نهوض إمبراطورية[4][5][6][7]
- (2014) غضب[8]

## وصلات خارجية
- كريستوفر ماليكي على موقع IMDb (الإنجليزية)
- كريستوفر ماليكي على موقع ألو سيني (الفرنسية)
- كريستوفر ماليكي على موقع أول موفي (الإنجليزية)
- كريستوفر ماليكي على موقع قاعدة بيانات الفيلم (الإنجليزية)
- كريستوفر ماليكي على موقع كينوبويسك (الروسية)